# Гамильтон, Джеймс, виконт Гамильтон
Джеймс Гамильтон, виконт Гамильтон (англ. James Hamilton, Viscount Hamilton; 7 октября 1786 — 27 мая 1814) — британский аристократ и политик.

## Рождение и образование
Джеймс Гамильтон родился в Питершем-Лодж, графство Суррей, 7 октября 1786 года и был крещен 4 ноября в Петершеме. Старший сын Джона Гамильтона, 1-го маркиза Аберкорна (1756—1818), и его первой супруги Кэтрин Копли (? — 1791).
С 5 лет Джеймс Гамильтон учился у знакомого по отцу капеллана, Уильяма Хоули, который позднее стал епископом Лондона и архиепископом Кентерберийским. Получил образование в школе Харроу, где получил чин лейтенанта, а затем чин капитана волонтеров в 1803 году. Он поступил в Крайст-Черч, Оксфорд 24 октября 1805 года.

## Политическая карьера
Лорд Аберкорн намеревался выставить Гамильтона кандидатом в члены Палаты общин от графства Донегол, как только он сможет получить достаточный процент от графства Тирон. Смерть личного агента Аберкорна, Джеймса Гамильтона, в 1806 году подорвала его личный интерес к Донеголу, и виконт Гамильтон был вынужден уйти в отставку до начала выборов. Вместо этого он был избран (будучи несовершеннолетним) в Палату общин от Данганнона политическим союзником Аберкорна, Томасом Ноксом, 1-м виконтом Нортлендом, на дополнительных выборах в январе 1807 года. На всеобщих выборах 1807 года, в мае Аберкорн отказался от компромисса с графом Конингемом, чтобы добиться избрания Джеймса Гамильтона от графства Донегол, и вместо этого он, все ещё несовершеннолетний, стал членом Палаты общин от Лискерда.

## Личная жизнь
25 ноября 1809 года в Лондоне Джеймс Гамильтон женился на Гарриет Дуглас (8 июня 1792 — 26 августа 1833), дочери достопочтенного Джона Гамильтона (1756-14818) и внучке Джеймса Дугласа, 14-го графа Мортона (1709—1768), от которой у него было трое детей:
- Джеймс Гамильтон, 1-й герцог Аберкорн (21 января 1811 — 31 октября 1885)
- Гарриет Гамильтон (21 марта 1812 — 19 марта 1884), замужем с 1836 года за адмиралом Уильямом Александром Бейли-Гамильтоном (1803—1881)
- Лорд Клод Гамильтон (27 июля 1813 — 3 июня 1884), депутат Палаты общин и казначей королевского двора. Был женат с 1844 года на леди Элизабет Эмме Проби (1821—1900), дочери адмирала Гренвиля Левесона Проби, 3-го графа Кэрисфорта (1782—1868).

Гамильтон страдал хронической болезнью, так как его отец описал его как «медленно умирающего», отклонив предложение лорда Элиота вернуть его в Лискирд в 1812 году, несмотря на то, что он был одним из основателей клуба Гриллионс. Умер в своем доме на Аппер-Брук-стрит 27 мая 1814 года. Его старший сын Джеймс четыре года спустя унаследует титул маркиза Аберкорна. Его вдова Гарриет в 1815 году вышла замуж за своего шурина, 4-го графа Абердина, с которым у неё было ещё 5 детей.